# メリット島の発射施設一覧

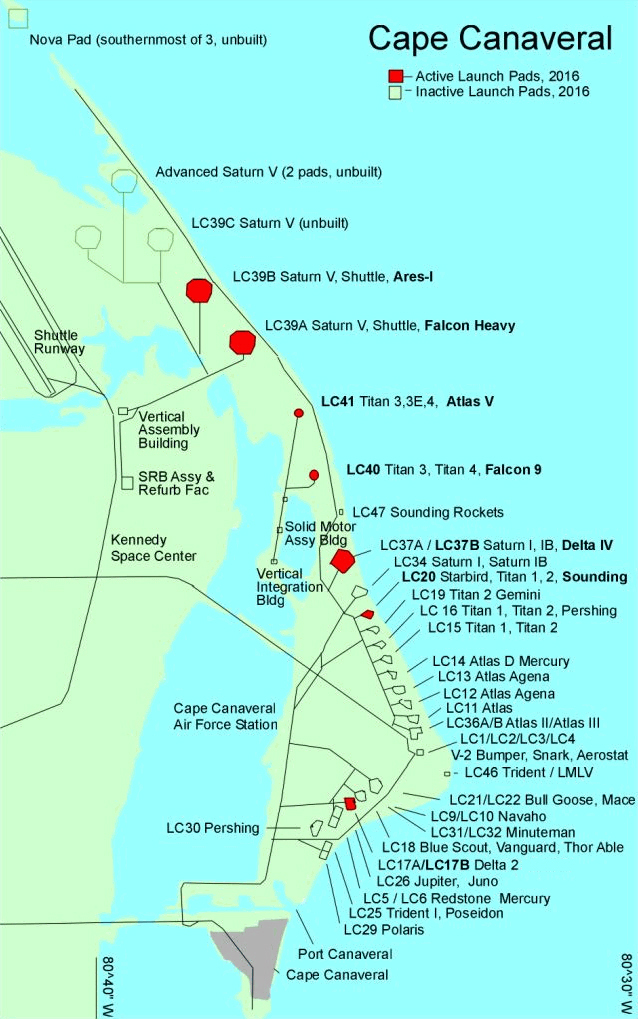
ケープカナベラル空軍基地の発射施設

メリット島の発射施設一覧（メリットとうのはっしゃしせついちらん）では、フロリダ州東岸にあるメリット島の発射施設を一覧に示す。
メリット島にはケネディ宇宙センターおよびケープカナベラル空軍基地が立地し、アメリカ合衆国の宇宙機関における主要な射場となっている。

## ケネディ宇宙センター
サターンVやスペースシャトル用の発射施設があり、キャンセルされたコンステレーション計画においても用いられる予定だった。現在は、民間企業の打ち上げやスペース・ローンチ・システムの打上げに向けて改造中。
- 第39A発射施設(LC-39A)：運用中。サターンV、スペースシャトルの打ち上げに使用。スペースX社にリースされ、ファルコン9とファルコンヘビーの打ち上げに使用されている。
- 第39B発射施設(LC-39B)：改造工事中。サターンV（バックアップ施設）、サターンIB、スペースシャトルの打上げに使用。今後はスペース・ローンチ・システムに使用する予定。
- 第39C発射施設(LC-39C)：2015年完成（未使用）。小規模な打ち上げに対応する。
- 第39D発射施設(LC-39D)：計画のみ。
- 第39E発射施設(LC-39E)：計画のみ。

## ケープカナベラル空軍基地

### 運用中

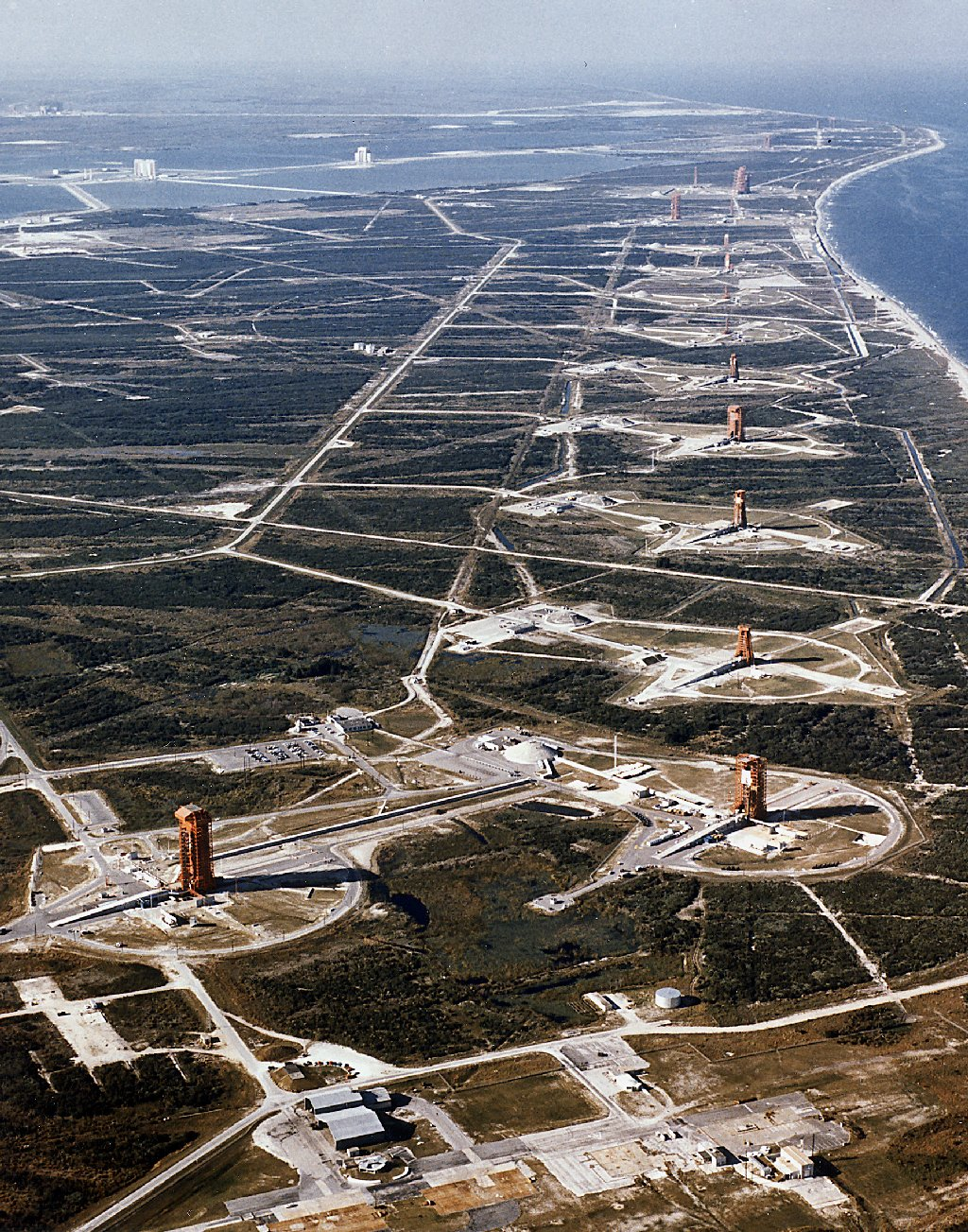
ケープカナベラル空軍基地

- 第37B発射施設（LC-37B）サターンI、サターンIB、デルタIVの打ち上げに使用。
- 第40発射施設（LC-40）タイタンIII、タイタンIV、ファルコン9の打ち上げに使用。
- 第41発射施設（LC-41）タイタンIII、タイタンIV、アトラスVの打ち上げに使用。

### 退役
- 第1発射施設（LC-1）スナーク、マタドール、アエロスタットの打ち上げに使用。
- 第2発射施設（LC-2）スナーク、マタドール、アエロスタットの打ち上げに使用。
- 第3発射施設（LC-3）パンパーWAC、ボマーク、ポラリス、X-17の打ち上げに使用。
- 第4発射施設（LC-4）ボマーク、レッドストーン、マタドール、ジェイソン、ドラコの打ち上げに使用。
- 第4A発射施設（LC-4A）ボマークの打ち上げに使用。
- 第5発射施設（LC-5）ジュピター、レッドストーン、マーキュリー計画（マーキュリー・レッドストーン）の打ち上げに使用。
- 第6発射施設（LC-6）ジュピター、レッドストーンの打ち上げに使用。
- 第9発射施設（LC-9）ナバホ・ミサイルの打ち上げに使用。
- 第10発射施設（LC-10）ジェイソン、ドラコ、ナイキ・トマホークの打ち上げに使用。
- 第11発射施設（LC-11）アトラスの打ち上げに使用。
- 第12発射施設（LC-12）アトラス、アトラス・アジェナの打ち上げに使用。
- 第13発射施設（LC-13）アトラス、アトラス・アジェナの打ち上げに使用。
- 第14発射施設（LC-14）アトラス、アトラス・アジェナ、マーキュリー計画（マーキュリー・アトラス）の打ち上げに使用。
- 第15発射施設（LC-15）タイタンI、タイタンIIの打ち上げに使用。
- 第16発射施設（LC-16）タイタン、タイタンII、パーシングの打ち上げに使用。
- 第17A発射施設（LC-17A）ソー、デルタIIの打ち上げに使用。
- 第17B発射施設（LC-17B）ソー、デルタII、デルタIIIの打ち上げに使用。
- 第18発射施設（LC-18）ヴァイキング、ヴァンガード、ブルースカウトの打ち上げに使用。
- 第19発射施設（LC-19）タイタンI、タイタンII、ジェミニ計画の打ち上げに使用。
- 第20発射施設（LC-20）タイタンI、タイタンIII、スターバード、プロスペクター、アリエス、LCLV、ロキの打ち上げに使用。
- 第21発射施設（LC21）グース、メイスの打ち上げに使用。
- 第22発射施設（LC-22）グース、メイスの打ち上げに使用。
- 第25発射施設（LC-25）ポラリス、X-17、ポセイドン、トライデントIの打ち上げに使用。
- 第26発射施設（LC-26）ジュピター、レッドストーン（エクスプローラー1号含む）の打ち上げに使用。
- 第29発射施設（LC-29）ポラリスの打ち上げに使用。
- 第30発射施設（LC-30）パーシングの打ち上げに使用。
- 第31発射施設（LC-31）ミニットマン、パーシングの打ち上げに使用。
- 第32発射施設（LC-32）ミニットマンの打ち上げに使用。
- 第34発射施設（LC-34）サターンI、サターンIBの打ち上げに使用。アポロ1号含む。
- 第37A発射施設（LC-37A）サターンIB向け、未使用。
- 第43発射施設（LC-43）ロキの打ち上げに使用。
- 第45発射施設（LC-45）ローランドの打ち上げに使用。
- 第47発射施設（LC-47）ロキの打ち上げに使用。

## スペースポートフロリダ
1997年よりケープカナベラル空軍基地の一部区画をフロリダ州が借り受け、民間打ち上げ施設として運営している。
- 第36A発射施設(LC-36A)：休止中。アトラス・セントール、アトラスIIの打ち上げに使用。
- 第36B発射施設(LC-36B)：休止中。アトラス、アトラスII、アトラスIIIの打ち上げに使用。
- 第46発射施設(LC-46)：休止中。トライデントII、アテナの打ち上げに使用。